# Yayoi (1926)
El destructor japonés Yayoi (弥 生 marzo) fue uno de los doce destructores clase Mutsuki construidos para la Armada Imperial Japonesa en la década de 1920. Durante la guerra del Pacífico participó en la batalla de Wake Island en diciembre de 1941 y en las ocupaciones de Nueva Guinea y las Islas Salomón a principios de 1942.

## Diseño y descripción
La clase Mutsuki era una versión mejorada de los destructores de la clase Kamikaze y fue la primera con tubos lanzatorpedos triples de 610 milímetros (24 pulgadas). Los barcos tenían una eslora de 102.4 metros (335 pies 11 pulgadas) y tenían 94.54 metros (310 pies 2 pulgadas) entre las perpendiculares de proa a popa. Tenían una viga de 9.16 metros (30 pies 1 pulgada) y un calado medio de 2.96 metros (9 pies 9 pulgadas). Los barcos de la clase Mutsuki desplazaron 1336 toneladas métricas (1315 toneladas largas) a carga estándar y 1800 toneladas métricas (1772 toneladas largas) a carga profunda. Eran propulsados por dos turbinas de vapor con engranajes Parsons, cada una accionando un eje de transmisión, utilizando vapor proporcionado por cuatro calderas tubulares Kampon. Las turbinas fueron diseñadas para producir 38.500 potencia al eje (28.700 kW), que propulsarían los barcos a 37.25 nudos (68.99 km / h; 42.87 mph). Los barcos transportaban 420 toneladas métricas (413 toneladas largas) de fueloil, que les ofrecía un alcance de 4,000 millas náuticas (7,400 km; 4,600 millas) a 15 nudos (28 km / h; 17 mph). Su tripulación consistía en 150 oficiales y tripulantes.
El armamento principal de las naves de la clase Mutsuki consistía en cuatro cañones Tipo 3 120 mm (4.7 pulgadas) en afustes individuales; un cañón delante de la superestructura, uno entre las dos chimeneas y el último par de espaldas sobre la superestructura de popa. Los cañones estaban numerados del 1 al 4 de adelante hacia atrás. Los barcos llevaban dos juegos triples sobre el agua de tubos lanzatorpedos de 610 milímetros; uno estaba montado entre la superestructura delantera y el cañón delantero y el otro estaba montado entre la chimenea de popa y la superestructura de popa. Se proporcionaron cuatro torpedos de recarga para los tubos. Llevaban 18 cargas de profundidad y también podían transportar 16 minas. También podían equiparse con equipo de dragaminas.

## Construcción y carrera

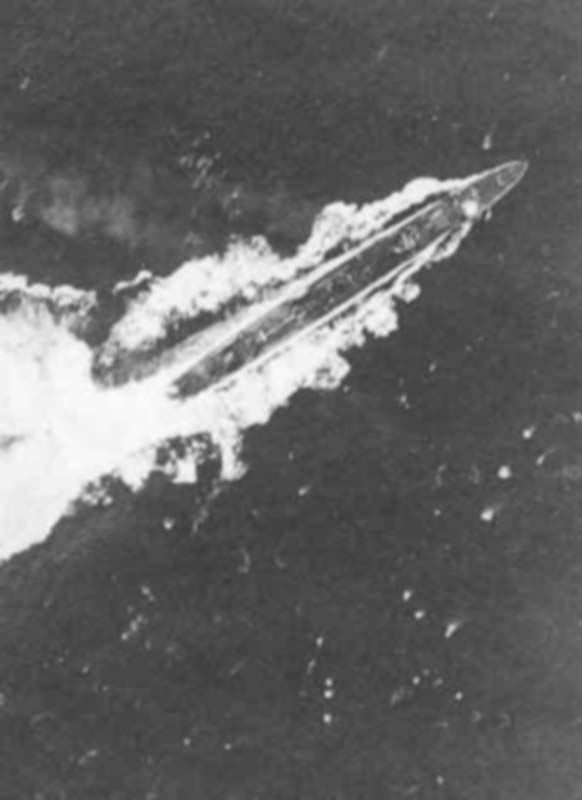
El destructor Yayoi atacado y, más tarde hundido, por bombarderos B-17 and B-25 de Estados Unidos, cerca de Nueva Guinea (11 de septiembre de 943.

El Yayoi fue construido por la Corporación Muelles de Uraga en su astillero en Uraga el 11 de enero de 1924, botado el 11 de julio de 1925 y completado el 28 de agosto de 1926. Originalmente comisionado simplemente como Destructor No. 23, al buque le fue asignado el nombre Yayoi el 1 de agosto de 1928. A finales de la década de 1930, el Yayoi participó en combates durante la Segunda Guerra Sino-Japonesa y más tarde en la invasión de la Indochina francesa en 1940.

### Guerra del Pacífico
En el momento del ataque a Pearl Harbor el 7 de diciembre de 1941, el Yayoi fue asignado a la División naval de Destructores 30 bajo el Escuadrón naval Destructor 6 de la Cuarta Flota. Zarpó de Kwajalein el 8 de diciembre como parte de la fuerza de invasión de la isla Wake. Esta constaba de los cruceros ligeros Yūbari, Tenryū y Tatsuta, los destructores Yayoi, Hayate, Mutsuki, Kisaragi, Oite y Asanagi, dos viejos barcos clase Momi convertidos en patrulleras (patrullero n.º 32 y patrullero n.º 33), y dos transportes de tropas que llevaban 450 soldados de las Fuerzas Navales Especiales de Desembarco.   
Los japoneses se acercaron a la isla en la mañana del 11 de diciembre, y los buques de guerra comenzaron a bombardear la isla a una distancia de 8,200 metros (9,000 yardas) a las 05:30. Como ninguno de los seis cañones costeros estadounidenses de 5 pulgadas respondió, el contraalmirante Sadamichi Kajioka, comandante de las fuerzas de invasión, ordenó a sus barcos aproximarse a la isla, creyendo que los cañones estadounidenses habían sido destruidos por los ataques aéreos anteriores. Alentando esto, el comandante James Devereux, comandante de la guarnición de los Marines, había ordenado a sus hombres que no abrieran fuego hasta que él diera la orden de hacerlo. Después de que los barcos japoneses estuvieron a un alcance de 4,100 metros (4,500 yardas), ordenó que sus cañones abrieran fuego. Lo hicieron con gran efecto, hundiendo al Hayate y casi acertando al Yūbari, el buque insignia de Kajioka, forzándolo a ordenar a sus fuerzas que se retiraran. Durante este tiempo, el Yayoi fue alcanzado por un proyectil de 5 pulgadas, que mató a un hombre e hirió a otros 17. El Yayoi regresó el 23 de diciembre con la segunda (y finalmente exitosa) fuerza de invasión a la isla de Wake antes de regresar a Kwajalein.
El barco escoltó a un convoy desde Kwajalein hasta la base naval de Truk en enero de 1942, donde se le instaló una barbeta con dos ametralladoras antiaéreas Tipo 93 de 13,2 mm (0.5 pulgadas) delante del puente de mando. Ese mismo mes, el Yayoi escoltó un convoy de tropas desde Truk a Guam, y luego se unió a la invasión de las Islas Salomón, cubriendo los desembarcos de las fuerzas japonesas durante la Operación R (la invasión de Rabaul, Nueva Irlanda y Nueva Bretaña) y durante la Operación SR (la invasión de Lae y Salamaua en Nueva Guinea) en enero-marzo. Del 28 de marzo al 1 de abril, participó en la ocupación inicial de las Islas Shortland y Bougainville en las Islas Salomón. Más tarde de ese mes, el barco apoyó la ocupación de las islas Almirantazgo.
Durante la batalla del Mar del Coral del 7 al 8 de mayo de 1942, el Yayoi fue asignado a la fuerza de invasión de la Operación Mo en Puerto Moresby. Después de que la operación fue cancelada, regresó a Japón en julio para ser reinstalada en el Arsenal Naval de Sasebo.
Después de que las reparaciones se completaron a mediados de julio, el Yayoi fue reasignado a la 8.ª Flota y participó en el bombardeo del Campo Henderson el 24 de agosto de 1942. Durante la Batalla de las Salomón Orientales el 25 de agosto de 1942, el Yayoi rescató a los supervivientes de su gemelo, el Mutsuki, que había sido hundido en un ataque de los bombarderos Flying Fortress de las USAAF.
A finales de agosto, el Yayoi realizó una serie de viajes de transporte de tropas con el Tokyo Express a la bahía de Milne, Nueva Guinea. Desde principios de setiembre, comenzó a participar en la Operación Ke, la evacuación de las fuerzas japonesas de Guadalcanal. El 11 de setiembre de 1942, después de partir de Rabaul en una misión de evacuación a la isla Goodenough, el Yayoi fue atacado por los bombarderos Aliados B-17 Flying Fortress y B-25 Mitchell, 8 millas (13 km) al noroeste de la isla Vakuta en las coordenadas 08 ° 45 ' S 151 ° 25' E. El ataque también mató al comandante de la División 30 del Destructor, el Capitán Shiro Yasutake. El capitán del Yayoi, el teniente comandante Shizuka Kajimoto, tomó la decisión de abandonar el barco sin control. Los destructores Mochizuki e Isokaze luego rescataron a 83 sobrevivientes de la cercana isla de Normanby. El Yayoi fue borrado de la lista de la Armada el 20 de octubre de 1942.